# De Schat van de Tempel
De Schat van de Tempel is het zesde deel in de stripreeks De Schorpioen, welke is gecreëerd door Stephen Desberg (tekst) en Enrico Marini (tekeningen). De eerste druk van De schat van de tempel verscheen in 2005 bij uitgeverij Dargaud. In 2007 en 2010 volgden herdrukken.

## Synopsis
Dit album vormt het einde van diverse verhaallijnen, te weten: de jacht op en de puzzel rond het kruis van Petrus, alsmede de schat van de tempeliers.
Cosimo Trebaldi doodt een door hem ontboden prostituee, omdat nadat deze een opmerking heeft gemaakt die hem doet denken aan Magdalena Catalan, Armando’s moeder. Later laat hij de acht andere families zien wie de baas is. 
Fenice en Ferron helpen Armando et al te ontsnappen uit hun gevangenis in de tempel (zie deel 5: Het Heilige Dal), in ruil voor informatie over en hulp bij het vinden van de schat van de tempeliers. Ook Rochnan is op zoek naar de schat. 
Mejaï vertelt Armando over haar verleden met Rochnan. Zij vertelt dat hij een aan lager wal geraakte ridder was, die de wijk had genomen naar het Oosten. Hij was daar een vertrouweling van de kalief. Mejaï was zijn minnares. Op een gegeven moment wordt hij ontmaskerd als spion. Als straf wordt zijn lichaam bewerkt met tatoeages. Rochnan keert nu terug naar Jeruzalem, niet alleen om de schat en het kruis te vinden, maar tevens om zich te wreken op degenen die hem destijds hebben veroordeeld. 
Uiteindelijk vinden ze het kruis, dat echter vermolmd is en uiteen valt. Rochnan onthult zijn bewerkte lichaam aan Armando en Mejaï, die hem gezamenlijk weten te verslaan. Samen met de Huzaar ontvluchten ze het kasteel van de tempeliers. Ansea is verdwenen. Fenice en Ferron zijn ook al vertrokken. Buiten liggen de Turken tevergeefs in een hinderlaag.

## Receptie
Deze episode in de reeks werd met gemengde kritieken ontvangen. Stripspeciaalzaak merkt op dat het jammer is vast te stellen dat een aantal personages (Ansea Latal, Mejaï) in dit zesde deel eerder een last dan een aanwinst zijn.  Tevens heeft de serie aan spontaniteit ingeboet, en aan voorspelbaarheid 'gewonnen'. Stripspeciaalzaak vat dit samen als: Cycluseinde met concessies.